# 内倉真一郎

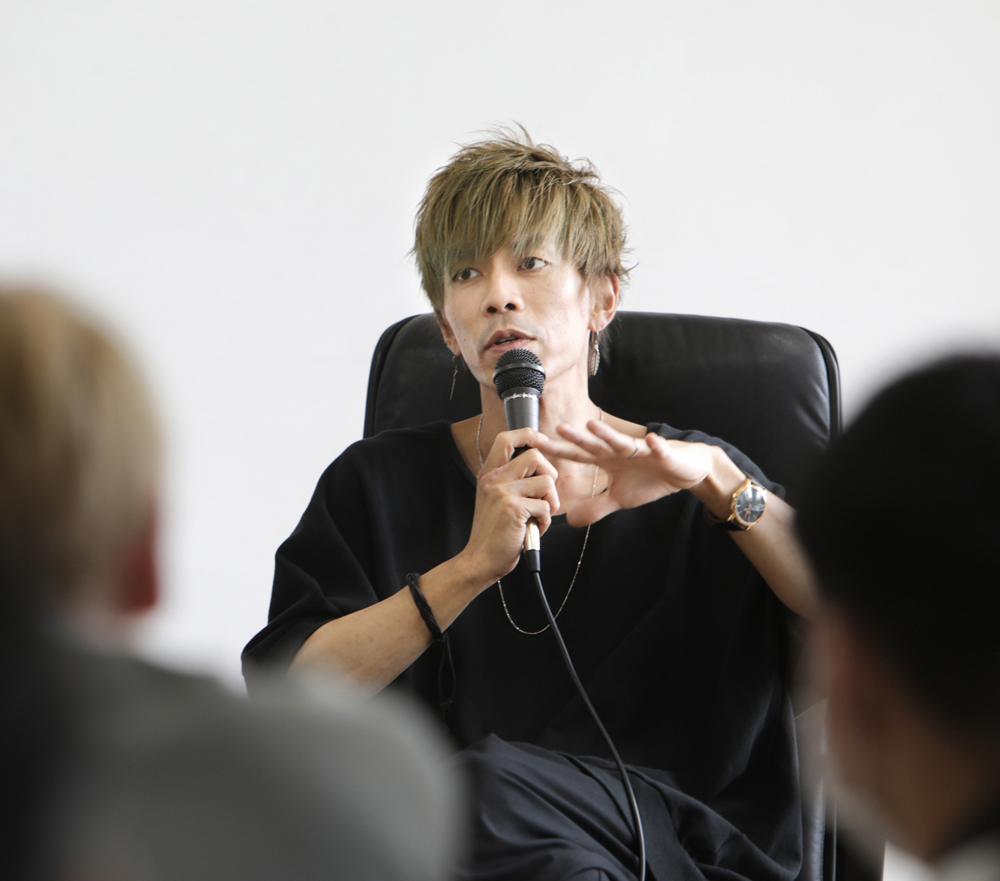
内倉真一郎

内倉 真一郎（うちくら しんいちろう、1981年 - ）は、日本の写真家。 日本写真映像専門学校卒業後、六本木アートプラザスタジオに勤務。その後、東京で独立。現在は宮崎県にて活動。主な個展に『忘却の海』(2023年、GALLERY NEUTRAL、京都/2022年、KANA KAWANISHI PHOTOGRAPHY、東京/2022年、BLOOM GALLERY、大阪)、 『浮遊の肖像』(2022年、KANA KAWANISHI PHOTOGRAPHY、東京/2022年、BLOOM GALLERY、大阪)、『私の肖像』(2020年、 KANA KAWANISHI PHOTOGRAPHY、東京/BLOOM GALLERY、大阪)、『十一月の星』 (2018年、EMON PHOTO GALLERY、東京)、 『犬の戦士団』・『十一月の星』(2018年、居藝廊G.GALLERY、台北)、 『PORTRAIT』(2017年、BLOOM GALLERY、大阪)など。
主なグループ展に『東京写真月間2022:地域との共生』(2022年、写真の町 東川町文化ギャラリー、北海道)、『第8回大理国際 写真祭』(2019年、中国・大理)、『My Body, Your Body, Their Body』(2019年、KANA KAWANISHI GALLERY、東京)、『第2回寧波 市国際写真祭』(2017年、中国・寧波)、『YP』(2017年、清里フォトアートミュージアム、山梨)など。
主な受賞歴に第41回キヤノン写真新世紀優秀賞 (2018年澤田知子選)、 第33回・34回・36回キヤノン写真新世紀佳作 ( 2010年清水穰選、2011年大森克己選、2013年椹木野衣選) 、第7回EMON AWARDグランプリ (2018年)、Wonder Foto Day キュ レーター賞(2019年Kana Kawanishi選、2018年Joanna Fu選)、KONICA MINOLTA フォトプレミオ受賞(2016年)、Nikon Juna 21( 2008年)など多数。
2023年8月に赤々舎より『忘却の海』を刊行のほか、主な作品集に『私の肖像』(2020年、赤々舎刊)、2022年KANA KAWANISHI GALLERYより『Early works 1: Street』『Early works 2: Portrait』『佳子』『犬の戦士団』『十一月の星』『 Collection』の全6タイトルを連続刊行。

## 受賞歴
- 2019年 - Wonder Foto Day KANA KAWANISHI賞受賞（KANA KAWANISHI GALLERYディレクター KANA KAWANISHI選）
- 2018年 - 第41回キヤノン写真新世紀 優秀賞受賞（アーティスト・澤田知子 選）
- 2018年 - 7th EMON AWARD グランプリ受賞
- 2018年 - Wonder Foto Day キュレーター賞受賞（Joanna Fu｜傅尔得）
- 2016年 - コニカミノルタフォトプレミオ 受賞
- 2013年 - 第36回キヤノン写真新世紀 佳作受賞（椹木野衣 選）
- 2011年 - 第34回キヤノン写真新世紀 佳作受賞（大森克己 選）
- 2010年 - 第33回キヤノン写真新世紀 佳作受賞（清水穣 選）
- 2008年 -  Nikon Juna 21出展

## 美術館作品コレクション
- 清里フォトアートミュージアム 　ヤングポートフォリオ　パーマネントコレクション　合計19点作品所蔵

（2002年度、2003年度、2008年度、2012年度、2016年度）

## 個展・企画展
- 2024年 -堀川新文化ビルヂング開業三周年記念展“expressers”作品『浮遊の肖像』『私の肖像（赤々舎）』『忘却の海（赤々舎）』出展
- 2023年 -「忘却の海」KANA KAWANISHI PHOTOGRAPHY（東京）トークイベント：内倉真一郎×今道子×町口景（協力：赤々舎）
- 2023年 -「忘却の海」KG＋pickup GALLERY NEUTRAL（京都）トークイベント：内倉真一郎×姫野希美（赤々舎代表）
- 2022年 -キヤノン主催写真新世紀30周年記念展　歴代受賞者11名による受賞作品および新作に関するスライド＆トークショー（東京都写真美術館）
- 2022年 -東京都写真月間巡回展（写真の町 東川町文化ギャラリー）
- 2022年 -「浮遊の肖像」KANA KAWANISHI PHOTOGRAPHY（東京）トークイベント：内倉真一郎×姫野希美（赤々舎代表）
- 2022年 -「忘却の海」KANA KAWANISHI PHOTOGRAPHY（東京）トークイベント：内倉真一郎×写真評論家タカザワケンジ
- 2022年 -「忘却の海」BLOOM GALLERY （大阪）
- 2022年 -「浮遊の肖像」BLOOM GALLERY （大阪）
- 2022年 -「Collection」東京都写真月間（キヤノン品川オープンギャラリー1）
- 2020年 -「私の肖像」個展開催 BLOOM GALLERY （大阪）
- 2020年 -「私の肖像」個展開催 KANA KAWANISHI PHOTOGRAPHY（東京）
- 2019年 - 第８回大理国際写真祭 —日本影像新世代联展 "Hai, Dozo!"出展（中国・大理）キュレーター Joanna Fu｜傅尔得
- 2019年 - "My Body, Your Body, Their Body"出展 KANA KAWANISHI GALLERY（東京）
- 2019年 - Contemporary Photography & Video Art Salon出展（台湾・台北）
- 2018年 - 第41回キヤノン写真新世紀  受賞作品展（東京都写真美術館）
- 2018年 - 7th EMON AWARDグランプリ受賞展 「十一月の星」EMON PHOTO GALLERY 個展開催（東京）
- 2018年 - Wonder Foto Day "犬の戦士団"出展＆メインビジュアルに採用（台湾）
- 2017年 - "the ２nd Ningbo International Photography Week " キュレーター ：Joanna Fu ｜傅尔得「BABY」出展（中国・寧波）
- 2017年 - KG＋Award「BABY」 個展開催（京都）
- 2016年 - KG＋ 「犬の戦士団」Gallery Main個展開催（京都）
- 2016年 - 新宿コニカミノルタプラザにて「犬の戦士団」個展開催（東京）
- 2015年 - Paris photo 「fotofever artfair 2015」出展（Paris）
- 2014年 - 清里フォトアートミュージアム開館20周年記念　原点を、永遠に。　東京都写真美術館にて作品展示（東京）
- 2014年 - 写真評論家清水穣企画展　showcase #3 日本の肖像  　eN artsにて開催（京都）
- 2008年 - Juna 21新宿ニコンサロン、大阪ニコンサロンにて個展開催（東京）

## 出版
- 2023年  - 「忘却の海」赤々舎
- 2023年 - 「浮遊の肖像」私家版
- 2022年 - 「Early works 1: Street」KANA KAWANISHI GALLERY
- 2022年 - 「Early works 2: Portrait」KANA KAWANISHI GALLERY
- 2022年 - 「佳子」KANA KAWANISHI GALLERY
- 2022年 - 「犬の戦士団」KANA KAWANISHI GALLERY
- 2022年 - 「十一月の星」KANA KAWANISHI GALLERY
- 2022年 - 「Collection」KANA KAWANISHI GALLERY
- 2020年 - 写真集 「私の肖像」赤々舎
- 2020年 - まなざしに掛かる言葉　ー写真前夜ー  PIS